# Оцьвека (Куявсько-Поморське воєводство)
Оцьвека (пол. Oćwieka) — село в Польщі, у гміні Ґонсава Жнінського повіту Куявсько-Поморського воєводства.
Населення — 107 осіб (2011).
У 1975-1998 роках село належало до Бидгощського воєводства.

## Демографія
Демографічна структура станом на 31 березня 2011 року:
|          | Загалом | Допрацездатний вік | Працездатний вік | Постпрацездатний вік |
| -------- | ------- | ------------------ | ---------------- | -------------------- |
| Чоловіки | 49      | 7                  | 34               | 8                    |
| Жінки    | 58      | 8                  | 33               | 17                   |
| Разом    | 107     | 15                 | 67               | 25                   |